# Leopold I. (Lippe)

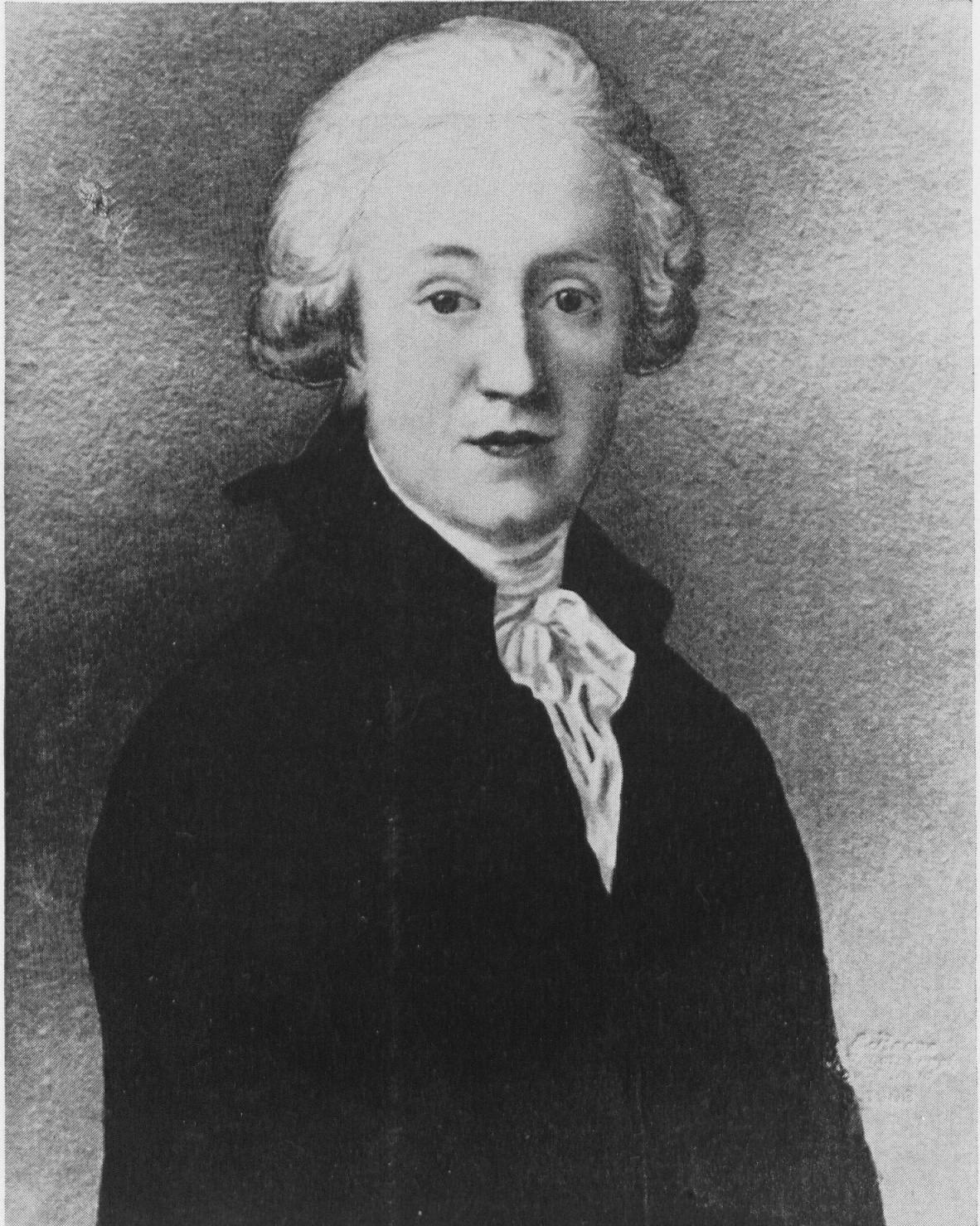
Leopold I.

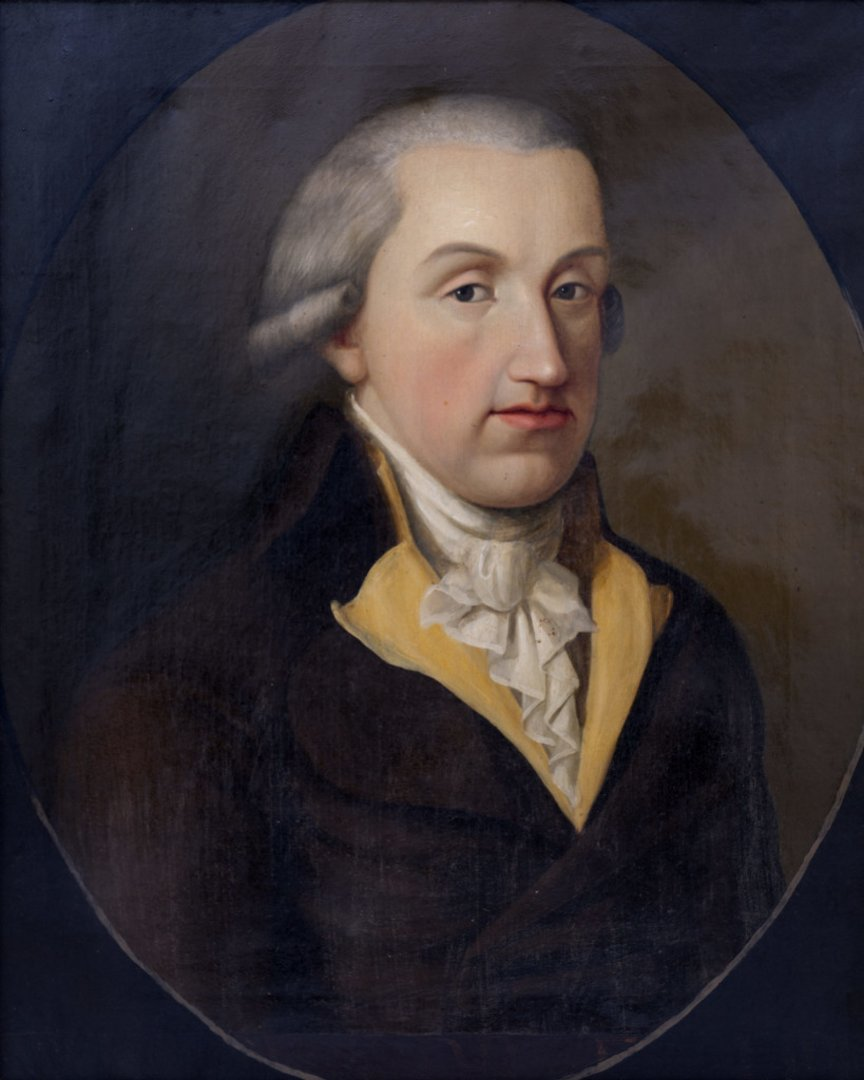
Leopold I. um 1790

Wilhelm Leopold I. (* 2. Dezember 1767 in Detmold; † 4. April 1802 ebenda) war der erste Landesherr von Lippe, der den Fürstentitel führte.

## Leben
Leopold I. war ein Sohn des Grafen Simon August aus dessen zweiter Ehe mit Maria Leopoldine von Anhalt-Dessau. Die Mutter starb bereits am 15. April 1769. Deren Schwester bzw. seine Tante, die Sozialreformerin Kasimire, wurde seine Stiefmutter. Sie starb 1778. Beim Tode seines Vaters (1782) war Leopold I. erst 14 Jahre alt. Er galt als schwieriges Kind,  das schwer lernte, er lehnte sich gegen die Erziehung auf und war eigensinnig. Man gab ihn zur Besserung nach Dessau in die Obhut seines Onkels, des Fürsten Leopold III. zu Anhalt-Dessau, dem ältesten Bruder von Leopoldine und Kasimire. Dort wurde er auf Basedows berühmtes Philanthropin geschickt, dann mit 18 auf die Universität Leipzig. Überall lautete das gleiche ungünstige Urteil: Mangel an Charakterstärke, Stupidität, Schlaffheit, Unstetigkeit im Fleiß, Interesselosigkeit, Mangel an Konzentrationsfähigkeit, Neigung zu Geistesstörung.
Am 5. November 1789 übernahm der 21-jährige die Regierung. Als erstes löste er am Kaiserhof den bereits seinem Großvater Simon Heinrich 1720 zuerkannten Fürstenbrief aus, indem er die hierfür verlangten Kosten beglich. Allerdings erwirkte er dadurch keine eigene Virilstimme im Reichsfürstenrat, sondern blieb bei Sitz und Stimme auf der Westfälischen Grafenbank. Im Dezember ließ der junge Fürst im Lustgarten zu Ehren seines verstorbenen Vaters das von Bildhauer Schlupf aus Teutoburgerwald-Sandstein geschaffene Denkmal (weinende Putte auf einem Sockel mit Relief-Porträt) aufstellen – heutiger Standort: Parkallee Bad Meinberg am Eingang zum Kurpark.
1790 kam die oben diagnostizierte Geistesstörung zum Ausbruch und es folgte seine Entmündigung durch das Reichskammergericht; 1795 wurde dann nach Eintritt einer Besserung die Vormundschaft bedingt aufgehoben. Am 2. Januar 1796 heiratete er Pauline von Anhalt-Bernburg. In dieser Ehe gesundete der Fürst und wurde Vater von zwei Söhnen. Pauline wurde seine Beraterin und Mitarbeiterin, wobei sie es klug einrichtete, meist im Hintergrund blieb und alles vermied, was als Überschreitung ihrer Pflichten gedeutet werden konnte. Nach kaum sechsjähriger Ehe starb der Fürst 1802 an Darmtuberkulose, unter deren Einfluss sich zuletzt noch einmal Geistesstörung und Gedächtnisverlust einstellten.
Pauline übernahm in der Folgezeit die Regentschaft für den noch unmündigen Erbprinzen, den späteren Fürsten Leopold II. und galt als treffliche Landesmutter.

## Nachkommen
Leopold I. hatte mit Pauline von Anhalt-Bernburg zwei Kinder:
- Paul Alexander Leopold II. Fürst zur Lippe (* 6. November 1796 in Detmold; † 1. Januar 1851 in Detmold)
- Friedrich Prinz zur Lippe (* 8. Dezember 1797 in Detmold; † 20. Oktober 1854 in Lemgo)